# UFC Fight Night: Gaethje vs. Vick
UFC Fight Night: Gaethje vs. Vick (también conocido como UFC Fight Night 135) fue un evento de artes marciales mixtas organizado por Ultimate Fighting Championship que tuvo lugar el 25 de agosto de 2018 en el Pinnacle Bank Arena en Lincoln, Nebraska, Estados Unidos.

## Historia
Será el tercer evento de UFC  en Nebraska, con dos anteriores en Omaha.
El combate de peso ligero entre Justin Gaethje y Al Iaquinta fue planeada para encabezar el evento. Aun así, el 28 de junio, se anunció que Iaquinta se retiró del combate y fue reemplazado por James Vick.
Bryan Barberena estaba programado para enfrentar a Jake Ellenberger en UFC Fight Night: Rivera vs. Moraes. Sin embargo, Barberena se retiró de la pela citando que tenía una lesión en la pierna y la pelea fue descartada. Pero finalmente fueron reprogramados para este evento.
Alexa Grasso iba a enfrentar a la excampeona peso paja de Invicta FC, Angela Hill en el evento, pero fue sacada el 19 de junio debido a una lesión de rodilla. Fue reemplazada por Cortney Casey.
Se esperaba que Antônio Braga Neto enfrentara al ganador peso semipesado de The Ultimate Fighter: Team Joanna vs. Team Cláudia, Andrew Sanchez en el evento. Sin embargo, Neto fue sacado del combate el 2 de agosto por problemas personales no revelados y fue reemplazado por Markus Perez.

## Premios extra
Los siguientes peleadores recibieron $50,000 en bonificaciones:
- Pelea de la noche: Cory Sandhagen vs. Iuri Alcântara.
- Actuación de la noche: Justin Gaethje y Eryk Anders.